# Liste der Biografien/Cont
Liste der Biografien |
Portal Biografien |
Personensuche
# |
A |
B |
C |
D |
E |
F |
G |
H |
I |
J |
K |
L |
M |
N |
O |
P |
Q |
R |
S |
T |
U |
V |
W |
X |
Y |
Z |
?
 
Ca |
Cb |
Cc |
Ce |
Ch |
Ci |
Cj |
Ck |
Cl |
Cm |
Cn |
Co |
Cr |
Cs |
Ct |
Cu |
Cv |
Cw |
Cy |
Cz
 
Coa–Cod |
Coe–Cok |
Col |
Com |
Con |
Coo–Coq |
Cor |
Cos |
Cot |
Cou |
Cov |
Cow |
Cox |
Coy |
Coz
 
Cona |
Conb |
Conc |
Cond |
Cone |
Conf |
Cong |
Conh |
Coni |
Conj |
Conk |
Conl |
Conn |
Cono |
Conq |
Conr |
Cons |
Cont |
Conu |
Conv |
Conw |
Cony |
Conz
Die Liste der Biografien führt alle Personen auf, die in der deutschsprachigen Wikipedia einen Artikel haben. Dieses ist eine Teilliste mit 285 Einträgen von Personen, deren Namen mit den Buchstaben „Cont“ beginnt.

## Cont

### Conta
- Conta, Bernhard von (1816–1899), preußischer Generalleutnant
- Conta, Iosif (1924–2006), rumänischer Dirigent
- Conta, Karl von (1778–1850), Präsident der Landesdirektion Weimar
- Conta, Lamin F. M., gambischer Politiker
- Conta, Richard von (1821–1895), preußischer Generalmajor
- Conta, Richard von (1856–1941), preußischer General der Infanterie im Ersten Weltkrieg
- Contades, Louis-Georges-Erasme de (1704–1793), französischer Heerführer und Marschall von Frankreich
- Contador, Alberto (* 1982), spanischer RadrennfahrerAlberto Contador (* 1982)

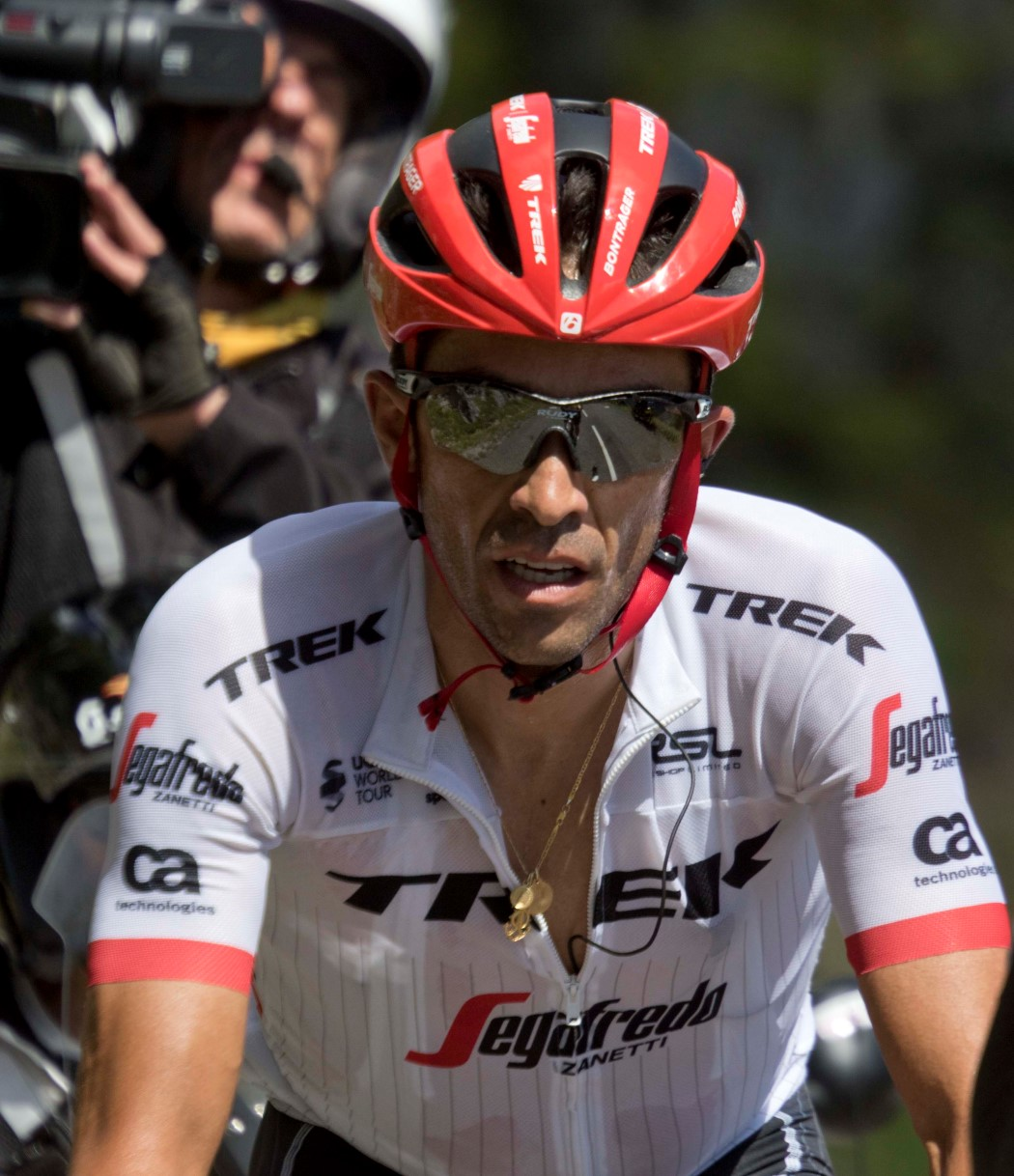
Alberto Contador (* 1982)

- Contador, Javiera (* 1974), chilenische Komikerin, Schauspielerin, Fernsehmoderatorin und Radiomoderatorin
- Contag, Carl (1863–1934), deutscher Verwaltungsjurist und Kommunalbeamter, Oberbürgermeister von Nordhausen, Mitglied des Preußischen Herrenhauses
- Contag, Max (1852–1930), deutscher Bauingenieur
- Contag, Werner (1892–1967), deutscher Bauingenieur und Baubeamter
- Contaldo, Gennaro (* 1949), italienischer Fernsehkoch, Gastronom und Kochbuchautor
- Contamin, Victor (1840–1893), französischer Ingenieur
- Contamine, Mathis (* 2001), französischer Skispringer
- Contamine, Philippe (1932–2022), französischer Mittelalterhistoriker und Hochschullehrer
- Contant d’Ivry, Pierre (1698–1777), französischer Architekt
- Contant, Alexis (1858–1918), kanadischer Komponist, Organist und Musikpädagoge
- Contardo, Luis Felipe (1880–1922), römisch-katholischer Geistlicher, chilenischer Lyriker
- Contarini, Alvise (1597–1651), venezianischer Adliger und Vermittler zum Westfälischen Frieden
- Contarini, Alvise (1601–1684), Doge von Venedig (1676 bis 1684)
- Contarini, Ambrogio (1429–1499), italienischer Reisender
- Contarini, Andrea († 1382), Doge von Venedig (1368–1382)
- Contarini, Antonio (1450–1524), Patriarch von Venedig
- Contarini, Carlo (1580–1656), 100. Doge von Venedig
- Contarini, Cecilia, Ehefrau des Dogen Sebastiano Venier
- Contarini, Contarina, Dogaressa von Venedig
- Contarini, Domenico I. († 1071), Doge von Venedig (1043–1071)
- Contarini, Domenico II. (1585–1675), Doge von Venedig (1659–1674)
- Contarini, Elisabetta, Ehefrau des Dogen von Venedig, Francesco Dandolo
- Contarini, Francesco (1556–1624), 95. Doge von Venedig
- Contarini, Gasparo (1483–1542), venezianischer Diplomat, später Kardinal der Römischen Kirche
- Contarini, Giovanni Matteo († 1507), venezianischer Kartograph
- Contarini, Jacopo († 1280), Doge von Venedig (1275–1280)
- Contarini, Marco (* 1631), Prokurator von San Marco und Sammler
- Contarini, Nicolò (1553–1631), Doge der Republik Venedig (1630–1631)
- Contarini, Pietro Francesco (1502–1555), Patriarch von Venedig
- Contarini, Salvatore (1867–1945), italienischer Diplomat und Politiker, Botschafter in Portugal sowie Senator
- Contat, Émilie (1770–1846), französische Schauspielerin
- Contat, Louise (1760–1813), französische Schauspielerin

### Conte
- Conte Bonin, Paolo (* 2002), italienischer Schwimmer
- Conté, Abdu (* 1998), portugiesischer Fußballspieler
- Conté, Aïssata Deen (* 2001), guineische Sprinterin
- Conte, Alberto (* 1942), italienischer Mathematiker
- Conte, Antoine (* 1994), französischer Fußballspiele
- Conte, Antonio (1867–1953), italienischer Fechter und Olympiasieger
- Conte, Antonio (* 1969), italienischer Fußballspieler und FußballtrainerAntonio Conte (* 1969)

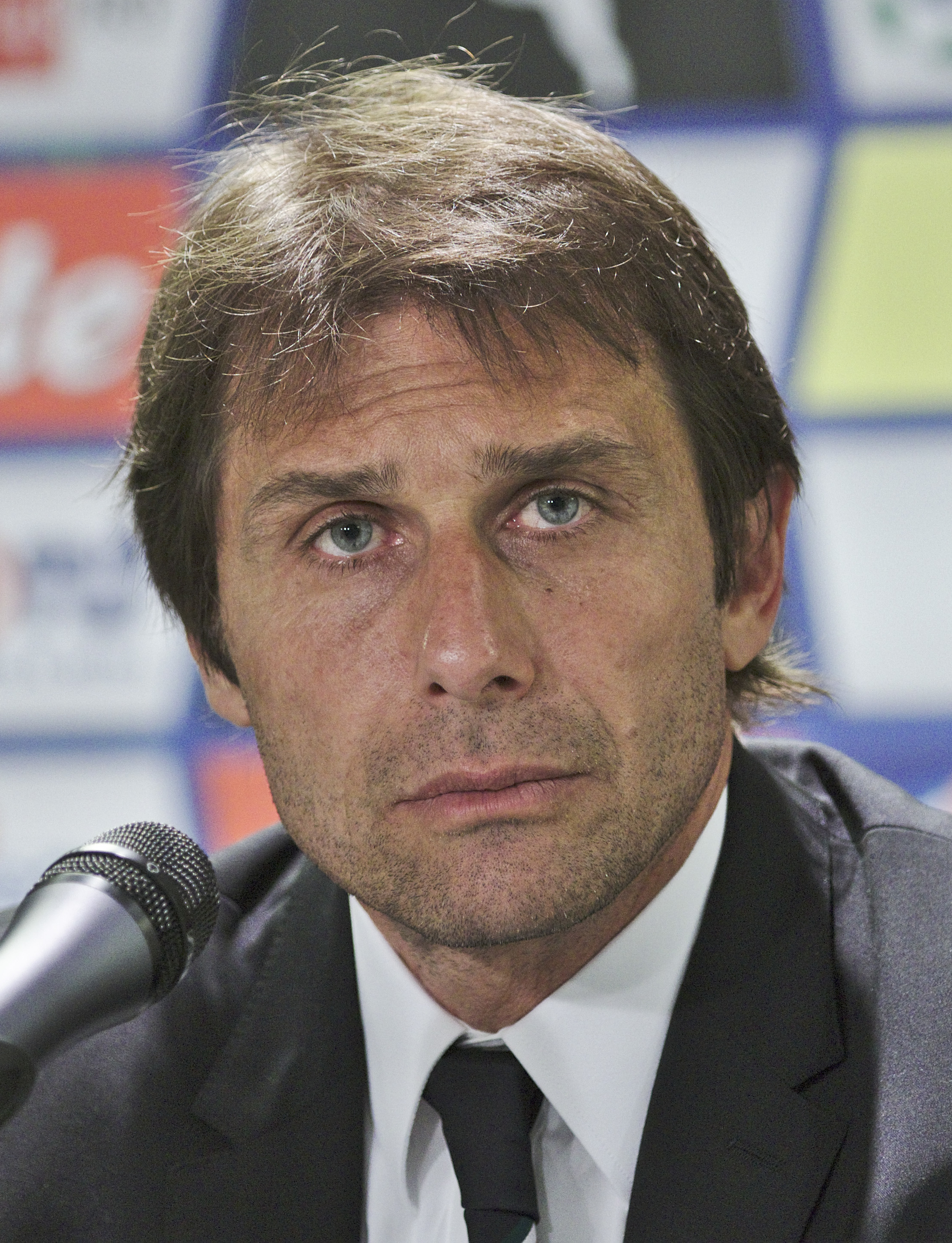
Antonio Conte (* 1969)

- Conté, Bambasé (* 2003), deutsch-guineischer Fußballspieler
- Conte, Biagio (1963–2023), italienischer Laienmissionar
- Conte, Biagio (* 1968), italienischer Radrennfahrer
- Conte, Claudia (* 1999), spanische Siebenkämpferin
- Conte, Daniele (* 1972), italienischer Biathlet
- Conte, Édouard, französischer Sozialanthropologe und Hochschullehrer
- Conte, Facinet (* 2005), guineischer Fußballspieler
- Conte, Facundo (* 1989), argentinischer Volleyballspieler
- Conte, Gérard (1931–2012), französischer Jazzautor
- Conte, Gian Biagio (* 1941), italienischer Altphilologe
- Conte, Giorgio (* 1941), italienischer Cantautore (Liederdichter) und Komponist
- Conte, Giovanni (* 1955), Schweizer Eishockeyspieler und -trainer
- Conte, Giuseppe (* 1964), italienischer Rechtswissenschaftler
- Conté, Hawa (* 1987), guineische Fußballspielerin
- Conte, Jacopino del (1515–1598), italienischer Maler des Manierismus
- Conte, Javier (* 1975), argentinischer Segler
- Conte, Jean (1830–1888), französischer Komponist, Violinist und Musikpädagoge
- Conte, John (1915–2006), US-amerikanischer Schauspieler
- Conté, Karim (* 1999), guineischer Fußballspieler
- Conté, Lansana (1934–2008), guineischer Politiker, Präsident von Guinea
- Conte, Maria Pia (* 1944), italienische Schauspielerin
- Conte, Mark, US-amerikanischer Filmeditor
- Conte, Miriana (* 2000), maltesische Sängerin
- Conte, Nicola (* 1964), italienischer DJ und Musikproduzent
- Conte, Nicolas (* 1973), französischer Snowboarder
- Conté, Nicolas-Jacques (1755–1805), französischer Chemiker, Maler und ErfinderNicolas-Jacques Conté (1755–1805)

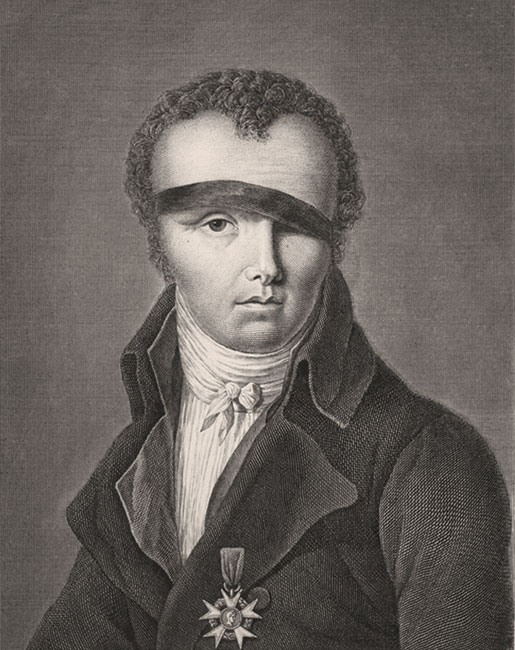
Nicolas-Jacques Conté (1755–1805)

- Conte, Olga (* 1966), argentinische Sprinterin
- Conte, Oreste (1919–1956), italienischer Radrennfahrer
- Conte, Paolo (* 1937), italienischer Cantautore, Komponist und MalerPaolo Conte (* 1937)

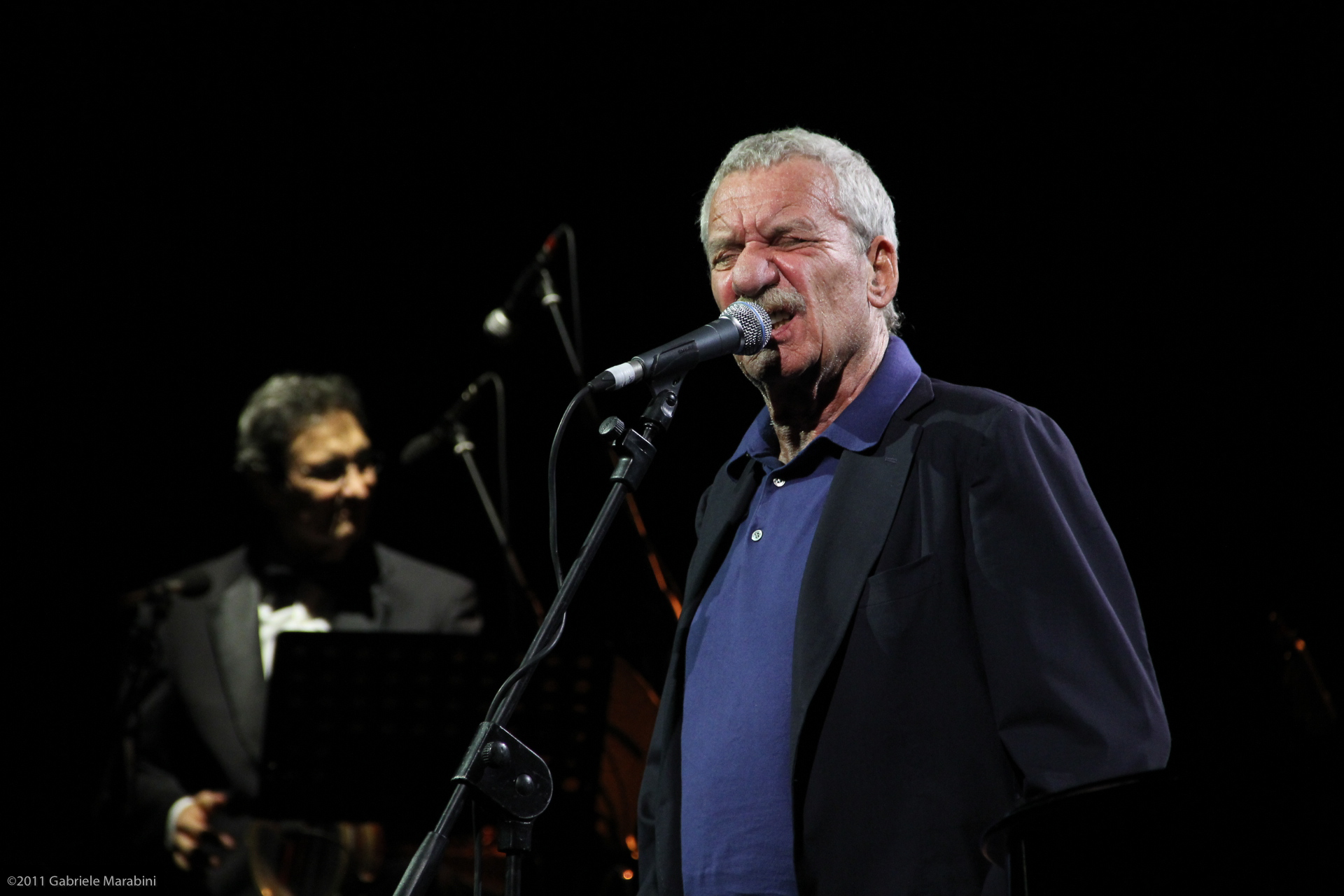
Paolo Conte (* 1937)

- Conte, Patricia (* 1971), argentinische Ruderin
- Conte, Richard (1910–1975), US-amerikanischer Film- und Theaterschauspieler sowie Filmregisseur
- Conte, Silvio O. (1921–1991), US-amerikanischer Politiker
- Contec, deutscher Techno-Produzent
- Contee, Benjamin (1755–1815), US-amerikanischer Politiker
- Contegni, Jorge, argentinischer Sänger (Tenor)
- Conteh, Abdoulie, gambischer Politiker
- Conteh, Abdulai Osman (* 1945), sierra-leonischer Rechtsanwalt und Politiker
- Conteh, Alieu, gambischer Telekommunikations-Unternehmer in der Demokratischen Republik Kongo
- Conteh, Christian (* 1999), deutsch-ghanaischer Fußballspieler
- Conteh, John (* 1951), britischer Boxer
- Conteh, Kewullay (* 1977), sierra-leonischer Fußballspieler
- Conteh, Lamin (1976–2022), sierra-leonischer Fußballspieler
- Conteh, Mariama, gambische Leichtathletin
- Conteh, Muhammed (* 1996), gambischer Fußballspieler
- Conteh, Patrick, sierra-leonisches Staatsoberhaupt
- Conteh, Sirlord (* 1996), deutsch-ghanaischer Fußballspieler
- Conteh-Jallow, Ndey, gambische Unternehmerin
- Contelori, Felice (1588–1652), Präfekt des Vatikanischen Apostolischen Archiv
- Contemplacion, Flor (1953–1995), philippinische Doppelmörderin
- Contenau, Georges (1877–1964), französischer Archäologe, Altorientalist und Religionshistoriker
- Contenay, Daniel (* 1937), französischer Botschafter
- Contenet, Henri (1875–1962), französischer Radrennfahrer
- Content, Eli (1943–2022), niederländischer Maler, Zeichner und Collagist
- Contento, Diego (* 1990), italienisch-deutscher FußballspielerDiego Contento (* 1990)

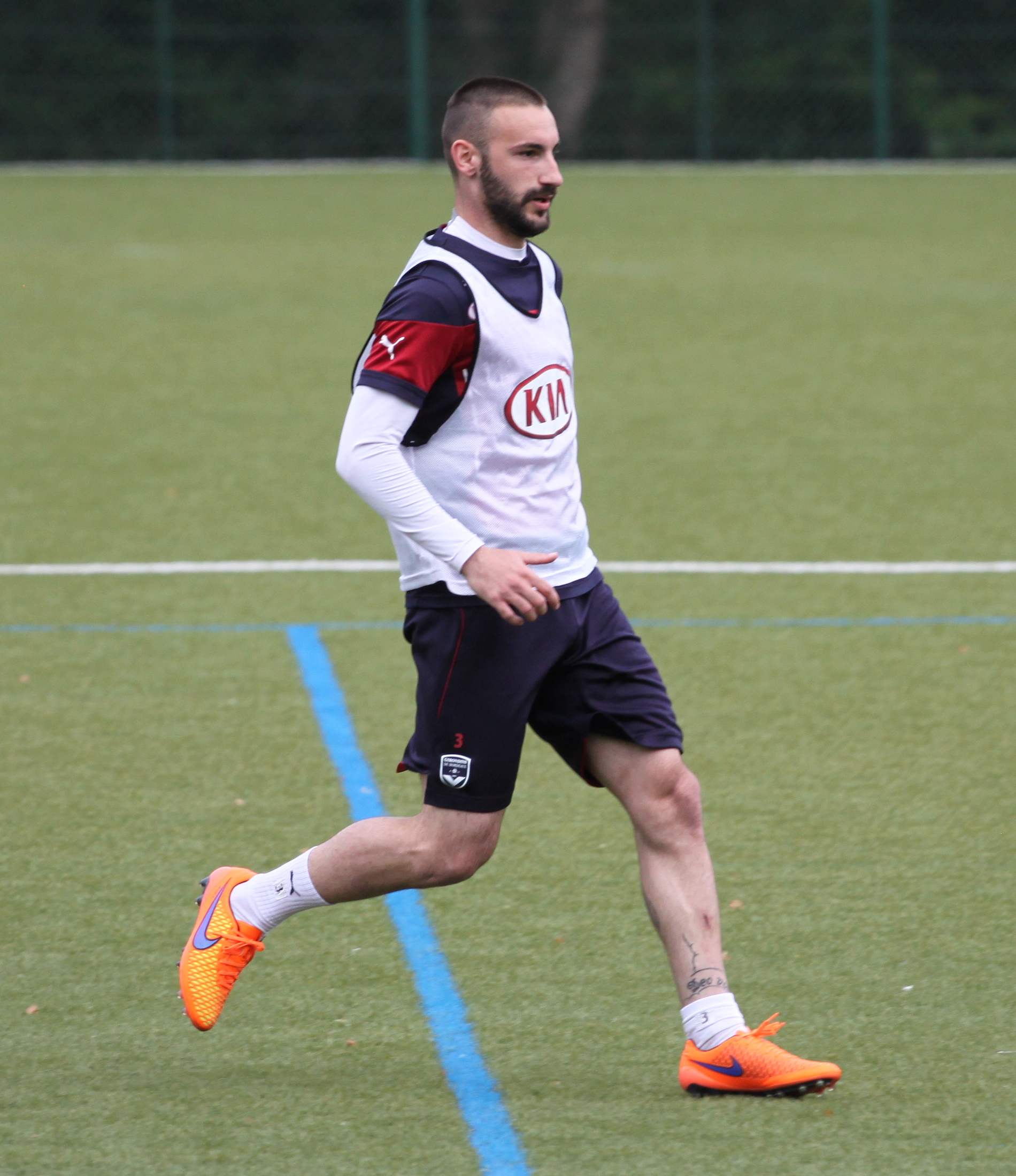
Diego Contento (* 1990)

- Contepomi, Felipe (* 1977), argentinischer Rugbyspieler
- Conter, Claude Dario (* 1974), luxemburgischer Germanist und Literaturwissenschaftler
- Contera, Sonia Antoranz (* 1970), spanische Physikerin und Hochschullehrerin
- Conteris, Hiber (1933–2020), uruguayischer Schriftsteller, Dramatiker, Essayist und Dozent
- Conterno, Angelo (1925–2007), italienischer Radrennfahrer
- Contesse, Georges-Louis (1832–1882), Schweizer Politiker
- Contessi, Luigi (1894–1967), italienischer Turner
- Contestabile, Fabio (1954–2022), Schweizer Dichter und Schriftsteller
- Contesti, Samuel (* 1983), französischer Eiskunstläufer
- Contet, Daniel (1943–2018), französischer Tennisspieler und -trainer

### Contg
- Cöntgen, Georg Joseph (1752–1799), deutscher Kupferstecher

### Conti
- Conti di Segni, Giovanni dei († 1213), italienischer römisch-katholischer Kardinal
- Conti, Alex (* 1952), deutscher GitarristAlex Conti (* 1952)

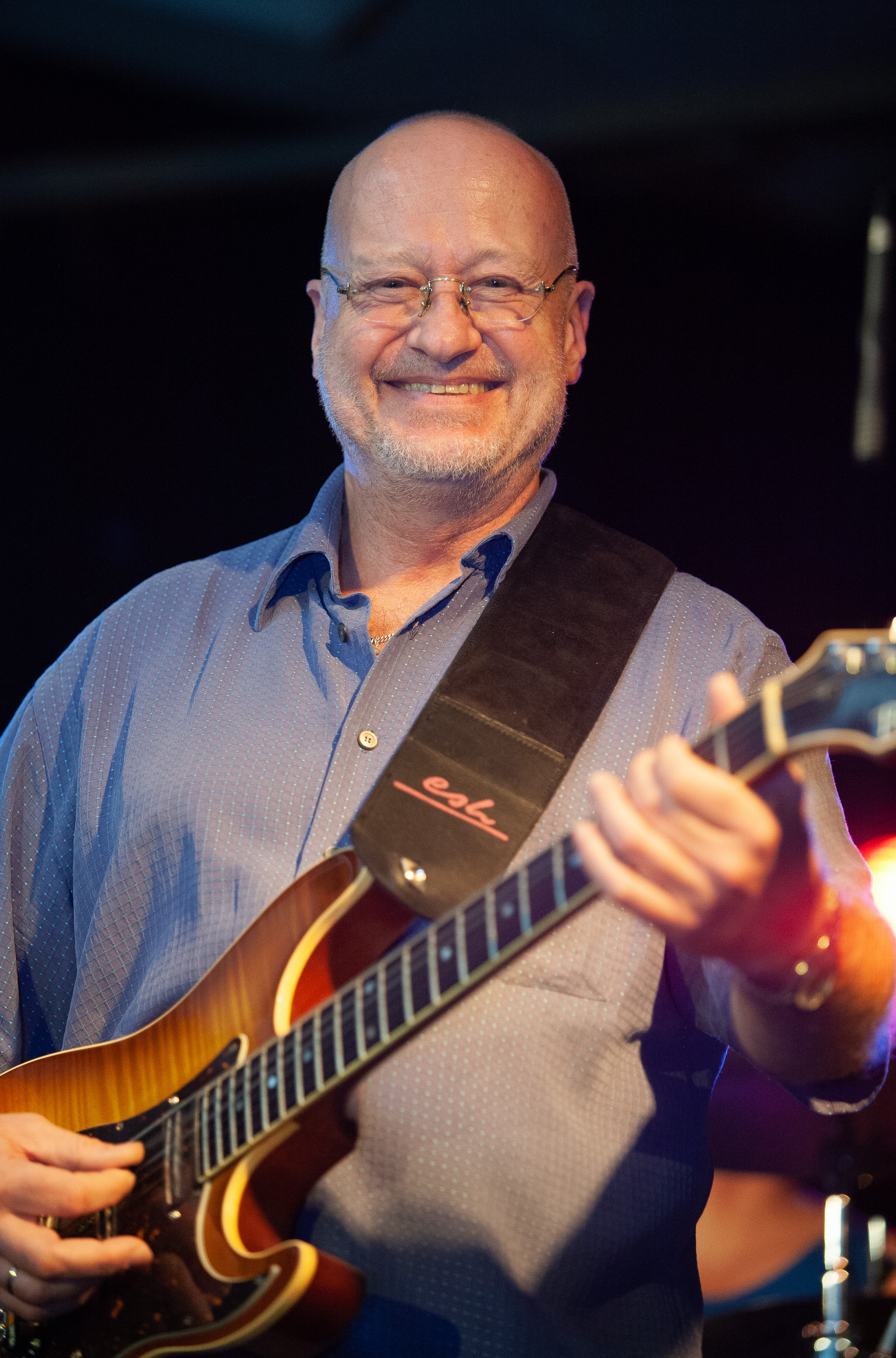
Alex Conti (* 1952)

- Conti, Alexander (* 1993), kanadischer Schauspieler
- Conti, Andrea (* 1994), italienischer Fußballspieler
- Conti, Angelo (1812–1876), italienischer Bildhauer und Paläontologe
- Conti, Anita (1899–1997), französische Ozeanografin und Fotografin
- Conti, Arthur (* 2004), britischer Schauspieler
- Conti, Bernardino de, italienischer Maler der Renaissance-Ära
- Conti, Bernardo Maria (1664–1730), italienischer Kardinal der Römischen Kirche
- Conti, Bill (* 1942), US-amerikanischer KomponistBill Conti (* 1942)

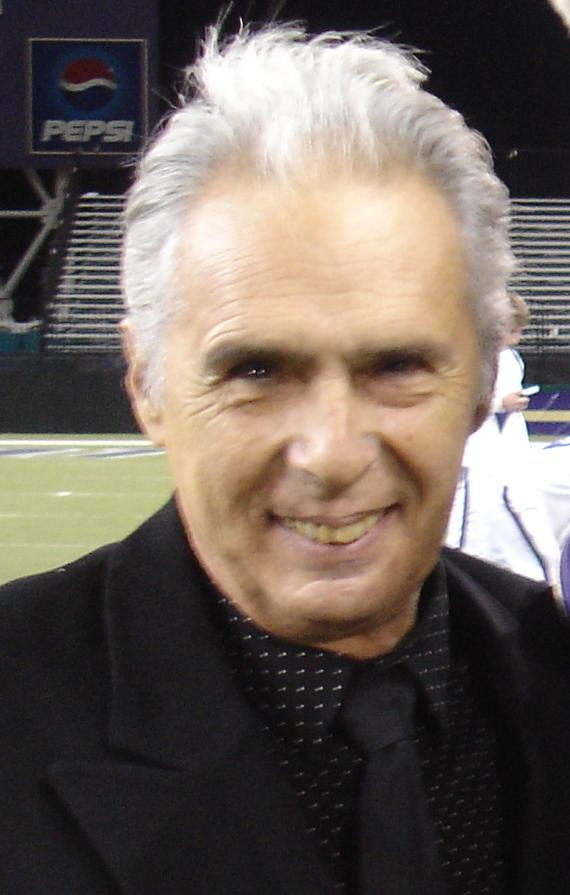
Bill Conti (* 1942)

- Conti, Bruno (* 1955), italienischer Fußballspieler und -trainer
- Conti, Carl (1741–1795), österreichischer Kupferstecher
- Conti, Carlo (1556–1615), italienischer Geistlicher, Bischof von Ancona, Kardinal der Römischen Kirche
- Conti, Carlo (1836–1900), Schweizer Anwalt und Politiker (CVP)
- Conti, Carlo (* 1954), Schweizer Rechtsanwalt und Politiker (CVP)
- Conti, Carlo (* 1961), italienischer Fernsehmoderator
- Conti, Catharina, deutsche Schauspielerin
- Conti, Daniele (* 1979), italienischer Fußballspieler
- Conti, Elena (* 1967), italienische Biochemikerin und Molekularbiologin
- Conti, Francesca (* 1972), italienische Wasserballspielerin
- Conti, Francesco († 1521), Kardinal
- Conti, Francesco (1682–1760), italienischer Maler des Barock
- Conti, Francesco Bartolomeo (1682–1732), italienischer Opernkomponist des Spätbarock
- Conti, Fulvio (* 1947), italienischer Manager
- Conti, Germán (* 1994), argentinischer Fußballspieler
- Conti, Giacomo (1754–1805), italienischer Violinist und Komponist
- Conti, Giacomo (1813–1888), italienischer Maler
- Conti, Giacomo (1918–1992), italienischer Bobfahrer
- Conti, Giannicolò (1617–1698), italienischer Kardinal
- Conti, Giovanni (1414–1493), italienischer römisch-katholischer Bischof und Kardinal
- Conti, Giovanni (1882–1957), italienischer Jurist, Publizist und Politiker (Partito Repubblicano Italiano), Mitglied der Camera dei deputati
- Conti, Haroldo (* 1925), argentinischer Hochschullehrer und Schriftsteller
- Conti, Innocentio († 1661), italienischer Militär aus dem römischen Adelsgeschlecht Conti
- Conti, Innocenzo (1731–1785), Kardinal der römisch-katholischen Kirche
- Conti, Italia (1873–1946), englische Schauspielerin und Gründerin der Italia Conti Academy of Theatre Arts in London
- Conti, José Bueno (1937–2024), brasilianischer physischer Geograph
- Conti, Leonardo (1900–1945), deutsch-schweizerischer Arzt und Politiker (NSDAP), Reichsgesundheitsführer, MdR, MdLLeonardo Conti (1900–1945)

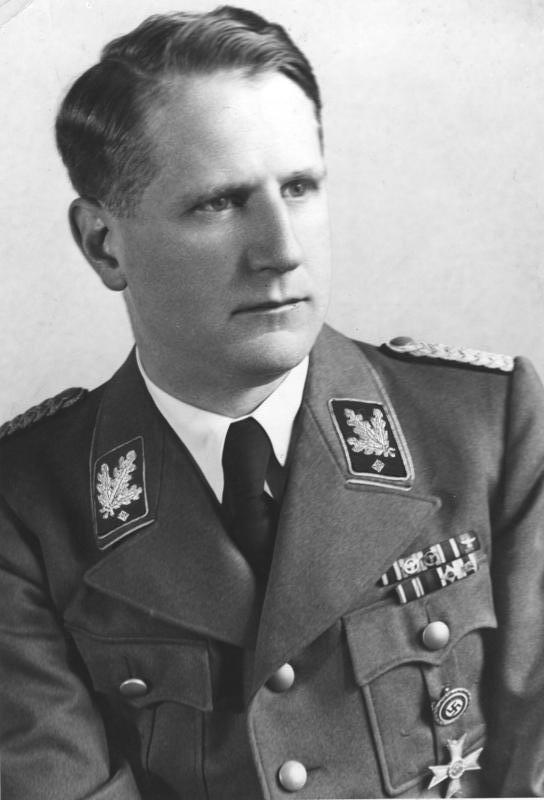
Leonardo Conti (1900–1945)

- Conti, Leonardo (* 1978), deutscher Eishockeytorwart
- Conti, Louis François I. de Bourbon, prince de (1717–1776), französischer AdligerLouis François I. de Bourbon, prince de Conti (1717–1776)

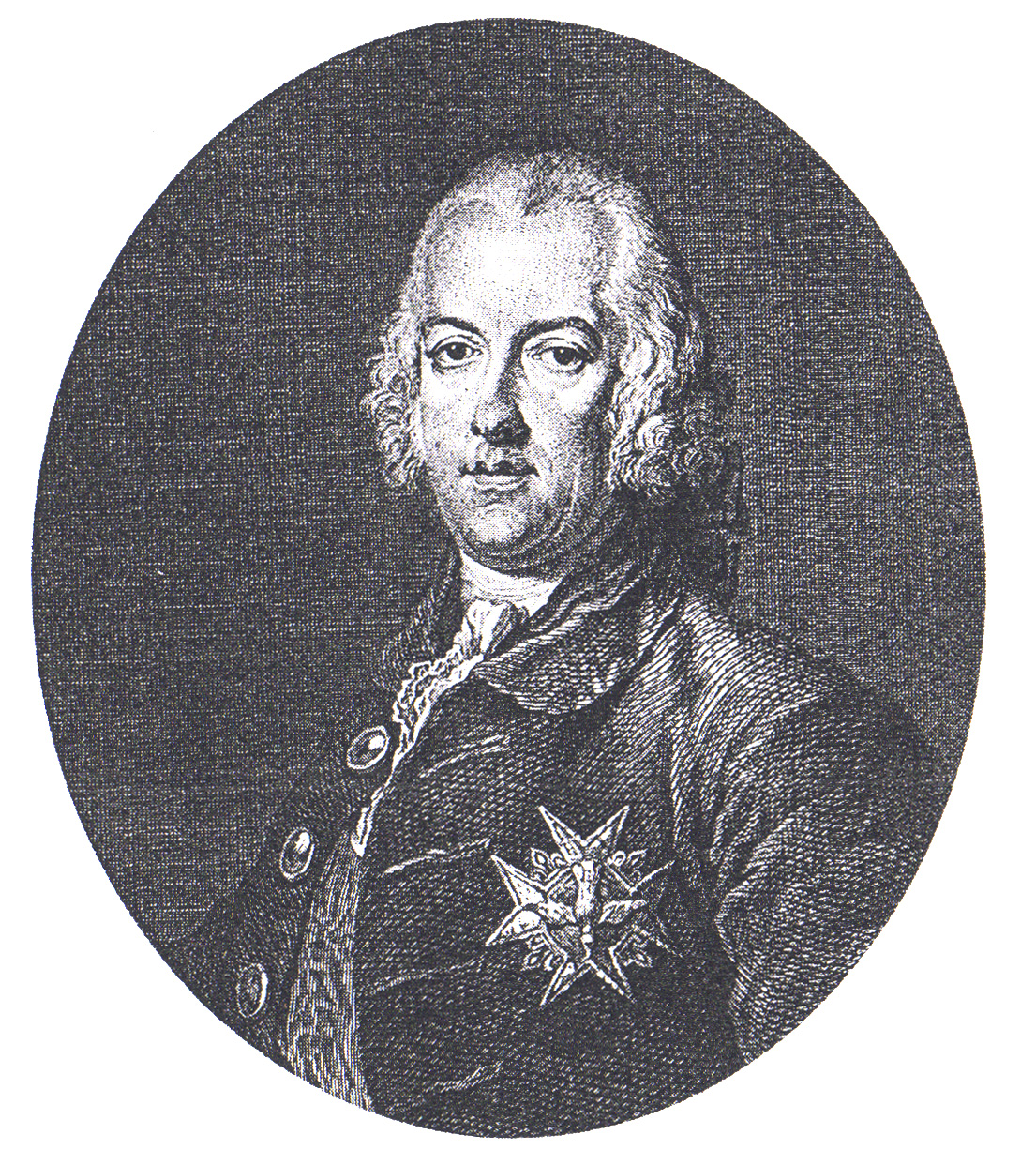
Louis François I. de Bourbon, prince de Conti (1717–1776)

- Conti, Louise Marguerite de Lorraine, princesse de (1588–1631), französische Autorin und durch Heirat Fürstin von Conti
- Conti, Lucido (1388–1437), italienischer Geistlicher
- Conti, Luigi (1929–2015), italienischer Geistlicher, katholischer Bischof, Diplomat des Heiligen Stuhls
- Conti, Luigi (1941–2021), italienischer Geistlicher, römisch-katholischer Erzbischof von Fermo
- Conti, Marcantonio (1733–1780), italienischer Geistlicher
- Conti, Marco (* 1969), san-marinesischer Politiker, Staatsoberhaupt von San Marino
- Conti, Mario (* 1902), italienischer Diplomat
- Conti, Mario Joseph (1934–2022), schottischer Geistlicher, römisch-katholischer Erzbischof von Glasgow, Großprior des Ritterordens vom Heiligen Grab zu Jerusalem
- Conti, Martino (1932–2021), italienischer Theologe
- Conti, Maurizio (1834–1906), Schweizer Architekt
- Conti, Maurizio (1857–1942), Schweizer Architekt
- Conti, Nanna (1881–1951), deutsche Hebamme und Reichshebammenführerin
- Conti, Natale (1520–1582), venezianischer Gelehrter und Historiker
- Conti, Niccolo di († 1469), venezianischer Kaufmann und Entdeckungsreisender
- Conti, Nicola († 1754), italienischer Komponist der neapolitanischen Schule des Spätbarock
- Conti, Nicolás (1904–1990), uruguayischer Fußballspieler
- Conti, Paolo (* 1950), italienischer Fußballspieler
- Conti, Pedro José (* 1949), italienischer Geistlicher und Bischof von Macapá
- Conti, Robert (* 1945), US-amerikanischer Jazz-Gitarrist des Bebop und Hard Bop
- Conti, Roberto (* 1964), italienischer Radrennfahrer
- Conti, Roger (1901–1995), professioneller französischer Karambolagespieler
- Conti, Sara (* 2000), italienische Eiskunstläuferin
- Conti, Servílio (1916–2014), italienischer Geistlicher, Prälat von Roraima
- Conti, Sigismondo de’ (1432–1512), italienischer Humanist, Historiker und Kuriensekretär
- Conti, Silvio (1899–1938), schweizerisch-deutscher Jurist und Staatsbeamter
- Conti, Tino (* 1945), italienischer Radrennfahrer
- Conti, Tom (* 1941), britischer SchauspielerTom Conti (* 1941)

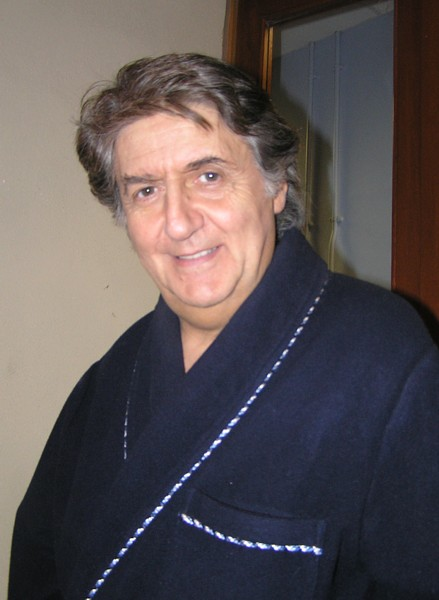
Tom Conti (* 1941)

- Conti, Torquato (1591–1636), kaiserlicher Generalfeldmarschall und päpstlicher General
- Conti, Umberto Primo (1900–1988), italienischer Maler und Schriftsteller
- Conti, Valerio (* 1993), italienischer Straßenradrennfahrer
- Conti, Vince (1930–2018), US-amerikanischer Schauspieler und Fotograf
- Conti, Walt (* 1959), amerikanischer Filmtechniker für Visuelle Effekte und Spezialeffekte
- Conti-Manzini, Pier Angelo (1946–2003), italienischer Ruderer
- Contile, Luca (1506–1574), italienischer Schriftsteller
- Contin, Alexis (* 1986), französischer Eisschnellläufer
- Contin, Antonio (1566–1600), venezianischer Baumeister
- Contin, Bernardino, italienischer Architekt
- Continenza, Sandro (1920–1996), italienischer Drehbuchautor
- Contini, Alfio (1927–2020), italienischer Kameramann
- Contini, Ciro (1873–1952), italienischer Architekt
- Contini, Gianfranco (1912–1990), italienischer Romanist, Italianist und Literaturwissenschaftler
- Contini, Giorgio (* 1974), Schweizer Fußballspieler und -trainerGiorgio Contini (* 1974)

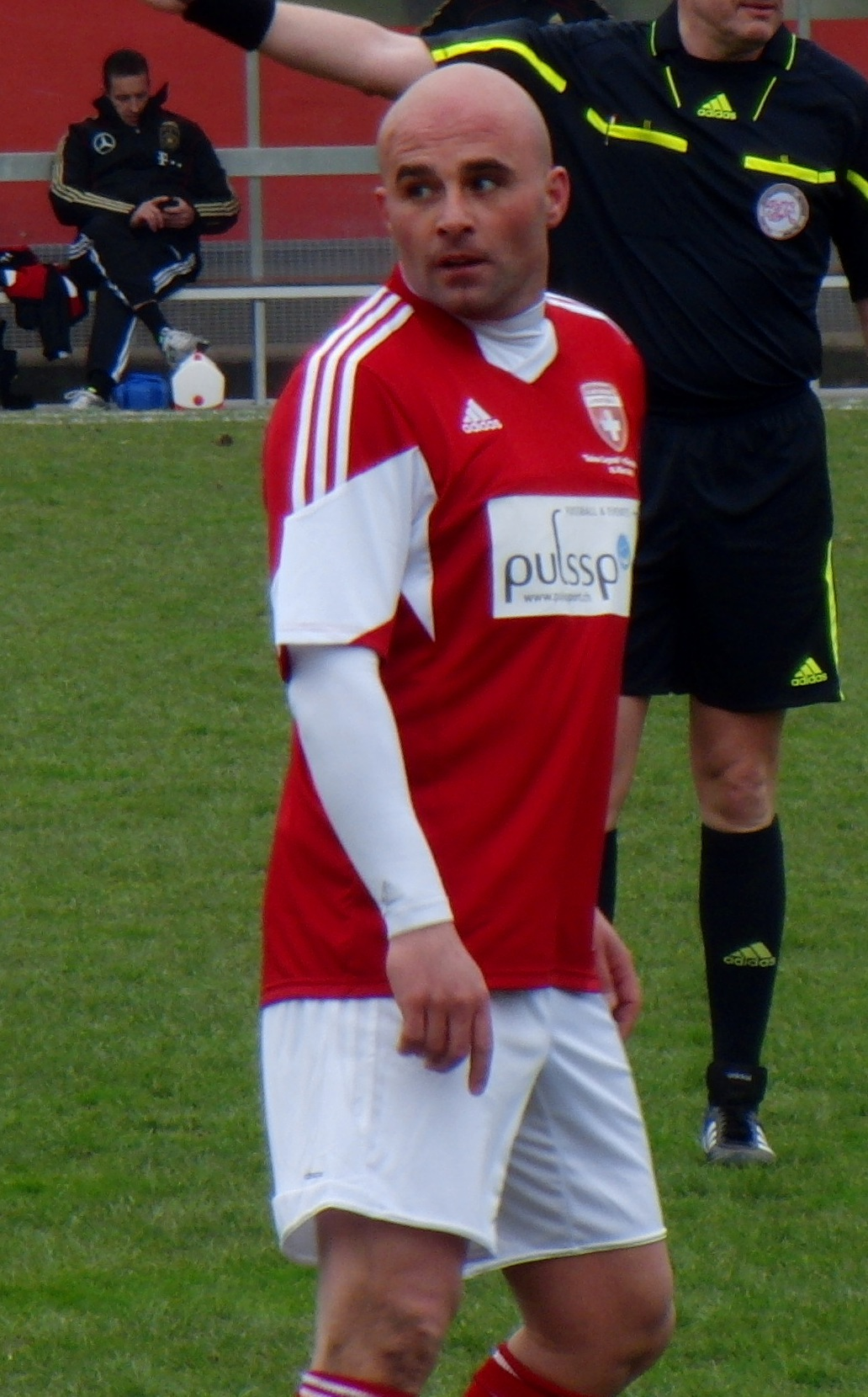
Giorgio Contini (* 1974)

- Contini, Giovanni Battista (1642–1723), italienischer Architekt des Barock
- Contini, Matteo (* 1980), italienischer Fußballspieler
- Contini, Silvano (* 1958), italienischer Radrennfahrer
- Contini-Bonacossi, Alessandro (1878–1955), italienischer Kunsthändler und -sammler
- Continiello, Ubaldo (1941–2014), italienischer Komponist vor allem von Filmmusik
- Contino, Adriana (* 1954), US-amerikanische Cellistin
- Contino, Fiora (1925–2017), amerikanische Operndirigentin und Lehrerin
- Contius, Christian Gotthold (1750–1816), deutscher evangelischer Theologe und Dichter
- Contius, Heinrich Andreas (1708–1795), deutscher Orgelbauer im Herzogtum Magdeburg und im Baltikum

### Contn
- Contner, James A. (* 1947), US-amerikanischer Kameramann und Regisseur

### Conto
- Conto Obregón, Dolly, kolumbianische Erziehungswissenschaftlerin
- Conto, Paulo Antônio de (* 1942), brasilianischer Geistlicher, emeritierter römisch-katholischer Bischof von Montenegro
- Čontofalský, Kamil (* 1978), slowakischer Fußballspieler
- Contois, Andy (* 1981), US-amerikanischer Eishockeyspieler
- Contoli, Alberto (* 1987), italienischer Straßenradrennfahrer
- Contorno, Salvatore (* 1946), italienischer Mafioso

### Contr
- Contra (* 1989), türkischer Rapper
- Contra, Cosmin (* 1975), rumänischer Fußballspieler und -trainer
- Contracta, Margareta, Magdeburger Reklusin
- Contractor, Nazneen (* 1982), indisch-kanadische Schauspielerin parsischer HerkunftNazneen Contractor (* 1982)

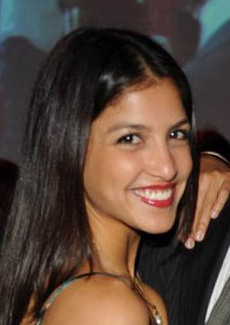
Nazneen Contractor (* 1982)

- Contratto, Franca (* 1972), Schweizer Rechtswissenschafterin
- Contratto, Graziella (* 1966), Schweizer Dirigentin und Musikpädagogin
- Contreras Bautista, Cindy Arlette (* 1990), peruanische Anwältin und Aktivistin
- Contreras Castro, Fernando (* 1963), costa-ricanischer Autor und Literaturwissenschaftler
- Contreras Gómez, Fernanda (* 1997), mexikanische Tennisspielerin
- Contreras Llajaruna, Miguel Ángel (* 1979), peruanischer römisch-katholischer Ordensgeistlicher und Weihbischof in Callao
- Contreras Molina, Cristián (* 1946), chilenischer Ordensgeistlicher, emeritierter römisch-katholischer Bischof von San Felipe
- Contreras Navia, Sergio Otoniel (1926–2019), chilenischer Geistlicher, römisch-katholischer Bischof von Temuco
- Contreras Patiño, Elena (* 1988), spanische Fußballschiedsrichterin
- Contreras Roeniger, María del Carmen Gloria (1934–2015), mexikanische Tänzerin und Choreografin
- Contreras Torres, Miguel (1899–1981), mexikanischer Revolutionär, Schauspieler, Regisseur, Produzent und Drehbuchautor
- Contreras Villarroel, Cristián (* 1959), chilenischer Geistlicher, römisch-katholischer Bischof von Melipilla
- Contreras, Alex, peruanischer Ökonom und Politiker
- Contreras, Alonso de (* 1582), spanischer Soldat, Seemann, Freibeuter, Abenteurer und Schriftsteller
- Contreras, Ana Brenda (* 1986), US-amerikanische Schauspielerin, Sängerin und ModelAna Brenda Contreras (* 1986)

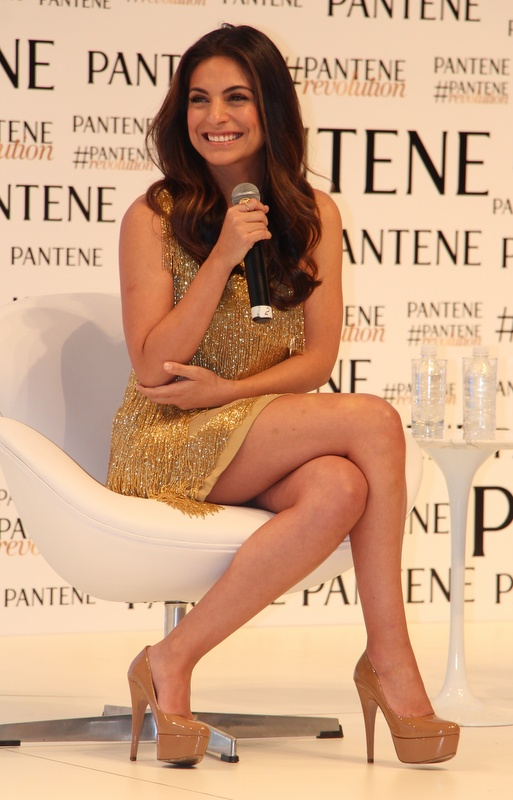
Ana Brenda Contreras (* 1986)

- Contreras, Andrea, argentinische Biathletin
- Contreras, Andres (1943–2016), mexikanischer Autorennfahrer
- Contreras, Anthony (* 2000), costa-ricanischer Fußballspieler
- Contreras, Benito (1905–1972), mexikanischer Fußballspieler
- Contreras, Carlos (1938–2020), chilenischer Fußballspieler
- Contreras, Carlos (* 1995), chilenischer Fußballspieler
- Contreras, Dalia (* 1983), venezolanische Taekwondoin
- Contreras, Edickson (* 1990), venezolanischer Wasserspringer
- Contreras, Elvis (* 1979), dominikanischer Volleyballspieler
- Contreras, Ernesto (1937–2020), argentinischer Radrennfahrer
- Contreras, Francisco José (* 1964), spanischer Jurist und Hochschullehrer für Rechtsphilosophie
- Contreras, Guillermo († 2006), mexikanischer Fußballtorhüter
- Contreras, Hilma (1913–2006), dominikanische Schriftstellerin
- Contreras, Humberto, chilenischer Fußballspieler
- Contreras, Israel (* 1960), venezolanischer Boxer im Bantamgewicht
- Contreras, Javiera (* 2001), chilenische Stabhochspringerin
- Contreras, Jesús Fructuoso (1866–1902), mexikanischer Bildhauer
- Contreras, Jorge (* 1960), chilenischer Fußballspieler
- Contreras, Jorge (* 1971), uruguayischer Fußballspieler
- Contreras, Jorge (* 1980), chilenischer Bahn- und Straßenradrennfahrer
- Contreras, José (* 1978), venezolanischer Straßenradrennfahrer
- Contreras, José (* 1982), chilenischer Fußballspieler
- Contreras, Juan (1807–1881), spanischer General
- Contreras, Leonel (* 1961), chilenischer Fußballspieler
- Contreras, Luis (1903–1975), chilenischer Fußballspieler
- Contreras, Luis (1950–2004), US-amerikanischer Schauspieler
- Contreras, Manuel (1929–2015), chilenischer General und GeheimdienstlerManuel Contreras (1929–2015)

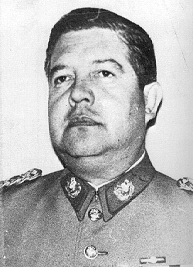
Manuel Contreras (1929–2015)

- Contreras, Mar (* 1981), mexikanische Schauspielerin und Sängerin
- Contreras, Mario (* 1987), salvadorianischer Radrennfahrer
- Contreras, Mauro (* 1996), mexikanischer Fußballspieler
- Contreras, Michael (* 1993), chilenischer Fußballspieler
- Contreras, Nancy (* 1978), mexikanische Bahnradsportlerin
- Contreras, Norton (1919–1991), chilenischer Fußballspieler
- Contreras, Pablo (* 1978), chilenischer Fußballspieler
- Contreras, Pedro (* 1972), spanischer Fußballspieler
- Contreras, Rafael, Fußballspieler in Mexiko
- Contreras, Raúl (1896–1973), salvadorianischer Dichter, Dramatiker und Diplomat
- Contreras, Roberto (1928–2000), US-amerikanischer Schauspieler
- Contreras, Roberto Jesús (* 1959), mexikanischer Fußballtorhüter
- Contreras, Rodrigo (* 1994), kolumbianischer Radrennfahrer
- Contreras, Salvador (1910–1982), mexikanischer Komponist
- Contreras, Simón (* 2002), chilenischer Fußballspieler
- Contreras, Tino (1924–2021), mexikanischer Jazzmusiker (Schlagzeug)
- Contreras, Wilson (* 1967), chilenischer Fußballspieler
- Contreras, Yeny (* 1979), chilenische Taekwondoin
- Contreras, Yuderqui (* 1986), dominikanische Gewichtheberin
- Contreras-Balderas, Salvador (1936–2009), mexikanischer Ichthyologe und Naturschützer
- Contri, Fernanda (* 1935), italienische Juristin, Richterin und Magistratin
- Contri, Gianfranco (* 1970), italienischer Radrennfahrer
- Contrini, Daniele (* 1974), italienischer Radrennfahrer

### Contt
- Contte, Tomas (* 1998), argentinischer Radsportler

### Contu
- Conturon, João Batista (1881–1963), französischer Apostolischer Administrator der Prälatur Registro do Araguaia

### Contz
- Contze, Heinrich (1870–1911), deutscher Lehrer und Politiker (NLP), MdR
- Contzen, Adam (1571–1635), deutscher Jesuit, Staatstheoretiker und Beichtvater Maximilians I. von Bayern
- Contzen, Johann (1809–1875), deutscher Politiker, Verwaltungsbeamter und Bürgermeister von Aachen
- Contzen, Martin Theodor (1807–1881), deutscher Historiker, Hochschullehrer und Archivar
- Contzen, Mirijam (* 1976), deutsche Violinistin